# Harmony Hotel
Harmony Hotel è un album in studio del cantante norvegese Askil Holm, pubblicato nel 2007.

## Tracce
1. Living in the Country – 3:22
2. Ain't No Cure Loving You – 3:27
3. Where the Angels Sleep – 4:21
4. Kodak Moments – 5:00
5. Thinking of You – 3:54
6. Town On Fire – 3:33
7. The Andy Edmunds Show – 4:11
8. The Record Store – 4:42
9. Where Do You Go From Here? – 3:49
10. Argue – 3:21
11. How Long Will I Love You? – 2:54

Tracce bonus
1. Ain't No Cure Loving You (live at Oslo Spektrum) – 4:11
2. Where the Angels Sleep (live at Oslo Spektrum) – 4:27

## Musicisti
- Askil Holm - voce, chitarra
- Alejandro Fuentes, Espen Lind, Kurt Nilsen - cori (tracce 12 e 13)